# مرقئينة
المرقئينة (الاسم العلمي: Sanguisorbinae) هي عمارة من النباتات تتبع فصيلة الوردية من رتبة الورديات.

## أجناس
- المرقئة (الاسم العلمي: Sanguisorba)
- البلان (الاسم العلمي: Sarcopoterium)
- (الاسم العلمي: Acaena)
- (الاسم العلمي: Bencomia)
- (الاسم العلمي: Cliffortia)
- (الاسم العلمي: Dendriopoterium)
- (الاسم العلمي: Marcetella)
- (الاسم العلمي: Margyricarpus)
- (الاسم العلمي: بوليليبس)